# Sascha Dum
Sascha Dum (3 de julio de 1986) es un futbolista alemán, se desempeña en todas las posiciones de la defensa y actualmente juega en el Fortuna Düsseldorf.[cita requerida]

## Selección nacional
Ha sido internacional con la Selección de fútbol de Alemania Sub-21.

## Clubes
| Club               | País     | Año         |
| ------------------ | -------- | ----------- |
| Bayer Leverkusen   | Alemania | 2005 - 2010 |
| Alemannia Aachen   | Alemania | 2006 - 2007 |
| Energie Cottbus    | Alemania | 2009 - 2010 |
| Fortuna Düsseldorf | Alemania | 2010 -      |